# Inconstitutionnalité

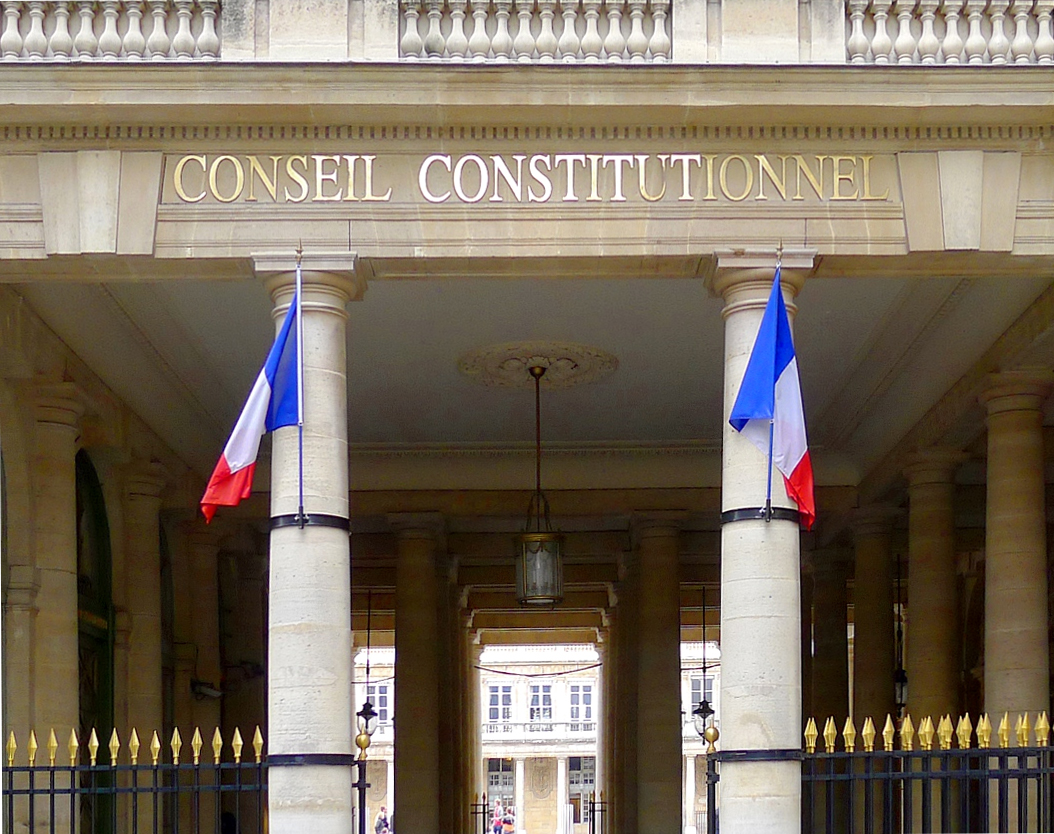
Conseil constitutionnel, Paris (2011)

L'inconstitutionnalité est la non-conformité ou l'incompatibilité d'un acte normatif avec la constitution existante. cela peut-être des lois, des actes administratifs et des décisions de justice. En particulier, l'inconstitutionnalité est manifeste en cas de violation des droits fondamentaux ou des procédures préétablies dans la Constitution.
L'inconstitutionnalité est généralement relevée par les tribunaux, que ce soit une juridiction spécialisée comme une Cour constitutionnelle dans un modèle européen de justice constitutionnelle (ou modèle kelsénien) ou tous les tribunaux dans le modèle américain. Dans les deux cas, il s'agit d'un contrôle de constitutionnalité.
Cependant, l'inconstitutionnalité peut-être soulevée par des organes politiques (dans la pensée de Carl Schmitt). Le Sénat a pu jouer ce rôle pendant longtemps en France. 